# X Cygni
X Cygni är en pulserande variabel  av Delta Cephei-typ (DCEP) i stjärnbilden Svanen.
Stjärnan varierar mellan magnitud +6,54 och 7,38 med en period av 7,913779 dygn.